# Myōken-Bucht
Die Myōken-Bucht (japanisch 妙見浦 Myōken-ura) liegt vor der Westküste der Insel Shimo-shima (jap. 上島, Teil der Amakusa-Inseln) in der japanischen Präfektur Kumamoto. Die Bucht liegt auf dem Gebiet der Stadt Amakusa. Sie ist seit 27. August 1935 als nationaler Landschaftlich Schöner Ort und Naturdenkmal ausgewiesen.
Die Bucht liegt innerhalb der Grenzen des Unzen-Amakusa-Nationalparks. Dieser wurde 1934 noch als Unzen-Nationalpark als einer der ersten Nationalparks Japans gegründet, rund um den Vulkankomplex Unzen. 1956 wurde das Parkgebiet dann um Teile der Amakusa-Inseln, darunter die Myōken-Bucht, erweitert.
Die Küste ist von 20 bis 80 Meter hohen Klippen gesäumt, mit kleinen vorgelagerten Inseln. An einer Stelle befindet sich eine Höhle, die mit einem kleinen Boot passiert werden kann.